# باب سيدي عبد الله الشريف
باب سيدي عبد الله الشريف أحد أبواب مدينة تونس العتيقة، كان قد بني في الجانب الجنوبي الغربي للقصبة. سمي بـباب سيدي عبد الله الشريف على اسم الولي الصالح سيدي عبد الله الشريف، حيث يقع ضريحه. كان لهذا الباب وظيفة عسكرية فقط، لذلك كان يسمى أيضا باب الغدر وهذا على الأقل في القرن 14م. كما كان يسمى في القرن الثامن عشر بباب سيدي علي الزواوي.